# お元気ですか!ラジオ大阪です
お元気ですか!ラジオ大阪です（おげんきですか!ラジオおおさかです）は、1982年10月4日から1985年3月29日までラジオ大阪で放送されたラジオ番組である。

## 概要
音楽中心の番組である。

## 出演者
- 水谷ひろし[3]
- 土谷多恵子[3]

## コーナー
- フラッシュ・ジャーナル
- おはなしの四季
- 木内みどりのおはようグッド･ドライバー
- 今朝の話題
- 今日のバラエティ
- ミュージック・オン・ザ・ロード
- あなたも一緒にカラオケタイム
- ハウツー 1万円お買物クイズ
- コーヒー・ブレイク

（）